# Danville, Georgia
Danville är en kommun (town) i Twiggs County, och Wilkinson County, i Georgia. Orten har fått sitt namn efter Daniel G. Hughes vars son Dudley Mays Hughes var kongressledamot. Vid 2010 års folkräkning hade Danville 238 invånare.